# Luli Bitri
Luli Bitri, nome d'arte di Luljeta Bitri (Lushnjë, 27 giugno 1976), è un'attrice albanese.

## Biografia
Luli è cresciuta a Tirana. Intrapresi gli studi alla Facoltà di Medicina, li ha abbandonati per seguire i corsi dell'Accademia delle Arti di Tirana, dove si è diplomata in Recitazione (2004).
Dopo numerose partecipazioni a pellicole già durante il periodo di studi, ha iniziato la carriera internazionale con Gjoleka djali i abazit di Dhimitër Anagnosti (2007).

## Filmografia

### Cinema
- Club, regia di Erion Kame - cortometraggio (2006)
- Gjoleka djali i abazit, regia di Dhimitër Anagnosti (2007)
- Primo kinematografo, regia di Jesus Yaacob Yussef Bongioanini - cortometraggio (2007)[1]
- Alive (Gjallë), regia di Artan Minarolli (2009)
- Heat, regia di Kelmend Karuni - cortometraggio (2010)
- Amnistia (Amnesty), regia di Bujar Alimani (2011)[2]
- Door,door,door, regia di Kreshnik Saraci - cortometraggio (2011)
- Dimmi che destino avrò, regia di Peter Marcias (2012)
- Më në fund në shtëpi, regia di Kreshnik Saraci (2013)[3]
- Holy Boom, regia di Maria Lafi (2018)
- Derë e hapur, regia di Florenc Papas (2019)
- Love: Dashuri, regia di Elkjana Gjipali e Dionis Papadhimitri (2021)
- Winter Fireflies, regia di Artur Gorishti (2022)
- Kanun, la loi du sang, regia di Jérémie Guez (2022)
- The Champ, regia di Ermir Keta - cortometraggio (2024)

### Televisione
- Gushti, Portret Familjar, regia di Spiro Duni - film TV (2019)

## Teatro
- Un bacio sul cuore di Michele Placido e Giulia Calenda, ruolo: Teresa Stolz
- Pse nuk rri për mëngjes (Why not stay for breakfast) di Ray Cooney, ruolo: Louise
- Me e vërtetë se e verteta (Truer than the truth)  di Martial Courcier, ruolo: Chloe
- Closer di Patrick Marber, ruolo: Alis
- La Musica deuxième di Marguerite Duras, ruolo: Ana Mari
- Ivory Tower di Ronald Harwood, ruolo: Emi Straub
- L'avaro di Molière, ruolo: Elisa
- La signorina Giulia di August Strindberg, ruolo: Giulia
- Il padre di August Strindberg, ruolo: Laura
- Goodbay my love
- The dull season in Olympia di Ismail Kadare, ruolo: Prostituta

## Premi e riconoscimenti
- Busto Arsizio Film Festival 2013 Premio Miglior Attrice
- Tirana International Film Festival 2012 Premio migliore attrice albanese
- Festival di Orenburg 2012 Premio Miglior Attrice
- Festival de cinema de Vernon 2011 Premio Miglior Attrice[4]
- Sarajevo film festival 2011 Nomination come Migliore attrice[5]
- PriFilm Fest 2011 Premio Miglior Attrice[6]